# Посольство Индонезии в Таиланде
Посольство Индонезии в Таиланде (индон. Kedutaan Besar Republik Indonesia di Bangkok, тайск. สถานเอกอัครราชทูตอินโดนีเซียประจำประเทศไทย) — дипломатическая миссия Индонезии в Таиланде, которая также аккредитована представлять интересы в Экономической и социальной комиссии ООН для Азии и Тихого океана (ЭСКАТО ООН), находится по адресу 600-602 Петчбури-роуд, Ратчатхеви, Бангкок. Первая индонезийская зарубежная миссия в Бангкоке была открыта как Индонезийский офис (INDOFF) в 1947 году, статус которого был повышен до дипломатической миссии в 1949 году, а затем до посольства в 1956 году.

## История
Первая дипломатическую миссия была открыта в Бангкоке в 1947 году — через два года после провозглашения независимости Индонезии от Нидерландов. Миссию возглавлял сотрудник МИД Индонезии Изак Махди, однако она не имела полноценного дипломатического статуса и называлась «Индонезийский офис» (INDOFF). Выделенное для неё здание располагалось в переулке рядом с улицей Ли-сом-роуд. До конца войны за независимость Индонезии на территории миссии нередко проводились встречи активистов национально освободительного движения, в числе которых был будущий министр иностранных дел и вице-президент Индонезии Адам Малик. 27 декабря 1949 года около тысячи индонезийцев собрались в INDOFF, чтобы приветствовать официальную передачу суверенитета от Нидерландов новообразованной Республике Индонезия. В январе 1950 года INDOFF был предоставлен статус дипломатического представительства и миссия переместилась в здание на улицу Си-лом-роуд, 349. Новым её главой был назначен Маликушвари Мухтар Прабунегара, а Изак Махди был направлен в Пекин с задачей открытия там новой индонезийской миссии.
С установлением официальных дипломатических отношений между Индонезией и Таиландом 7 марта 1950 года, индонезийская миссия в Бангкоке начала работать на своей нынешней территории в 1952 году, а первый посол Индонезии в Таиланде был назначен 23 февраля. После того, как миссия получила полный статус посольства 1 января 1956 года, началось строительство нового здания 9 января 1962 года. Мас Исман, посол Индонезии в Бангкоке, заложил первый краеугольный камень на церемонии, и посольство временно арендовало помещение на Пхайя-тай-роуд в качестве офиса на период строительства. В сентябре 1962 года сотрудники переехали в построенный комплекс, в котором находились офисы для отделов, резиденция посла, конференц-зал, спортзал, теннисный корт и библиотека. Основанная посольством индонезийская школа Бангкока (открылась 6 октября 1962 года) также располагалась внутри посольского комплекса на Петчбури-роуд. Генеральное консульство Индонезии в Сонгкхле было создано на фоне формирования треугольника роста Индонезия-Малайзия-Таиланд в 1993 году.